# Seunong (Meurah Dua)
Seunong is een bestuurslaag in het regentschap Pidie Jaya van de provincie Atjeh, Indonesië. Seunong telt 700 inwoners (volkstelling 2010).